# Schubertstraße 10 (München)

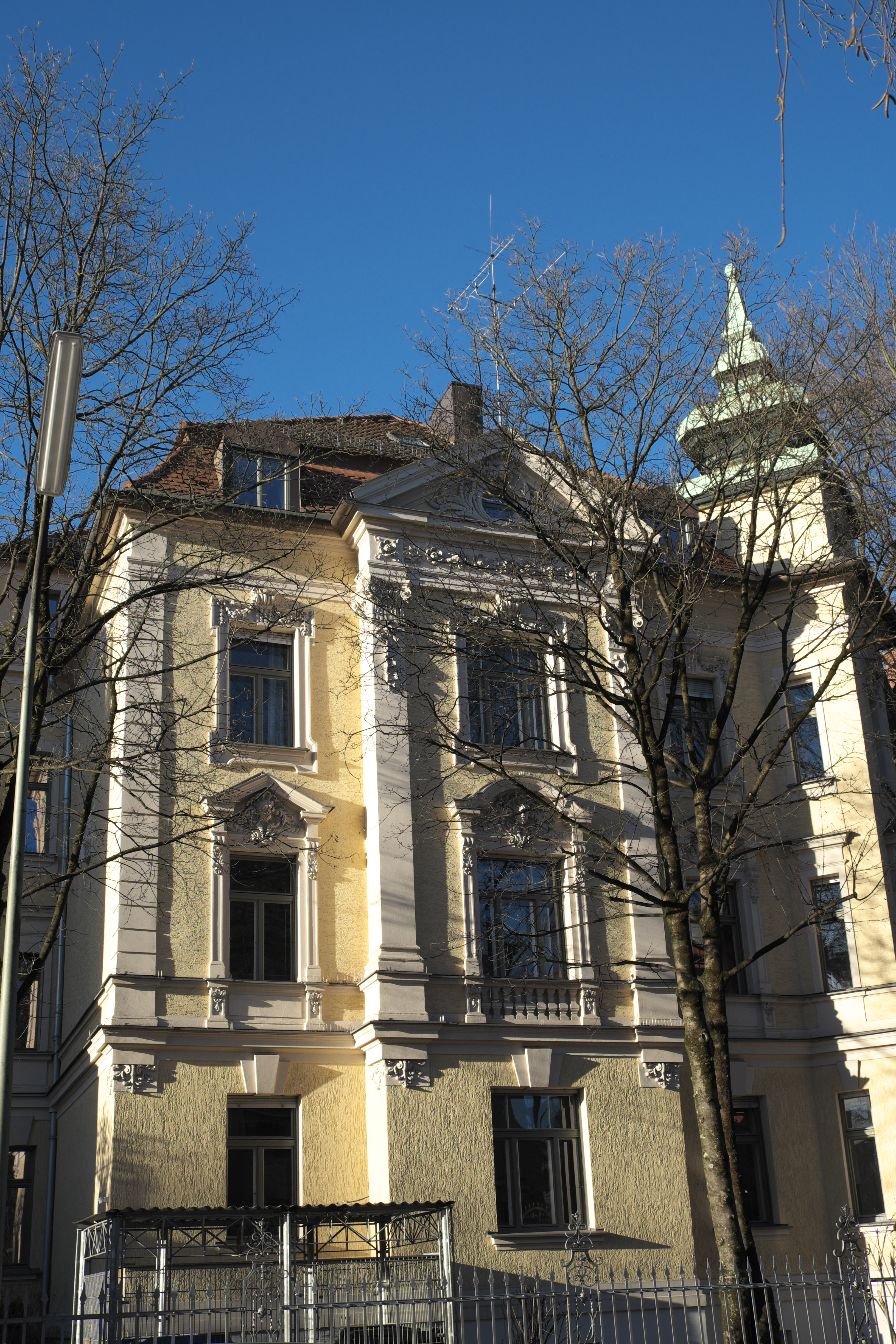
Haus Schubertstraße 10 in München-Ludwigsvorstadt

Das Haus Schubertstraße 10 ist ein denkmalgeschütztes Mietshaus im Münchner Stadtteil Ludwigsvorstadt.
Das Wohnhaus wurde 1895 nach Plänen des Architekten Albert Theodor Lenz errichtet. Das im Stil der Neurenaissance erbaute Gebäude ist mit reichem Stuckdekor und Reliefbüsten an beiden Seitenfronten geschmückt. 